# Mélodie Daoust
Mélodie Daoust (Salaberry-de-Valleyfield, 7 de janeiro de 1992) é uma jogadora de hóquei no gelo canadense.
Em 2008–09, ela tocou com o Lac St. Louis Selects e os ajudou a acumular um recorde de 62–0–2. Daoust foi bolsista da Montreal Canadiens em 2010 da Quebec Foundation for Athletic Excellence. Além disso, conquistou o título de artilheiro da liga com 24 gols, 31 assistências para 55 pontos no total. Ela competiu com a seleção canadense em vários torneios internacionais e ganhou uma medalha de ouro nos Jogos Olímpicos de Inverno de 2014 e nos Jogos Olímpicos de Inverno de 2022 e uma medalha de prata nos Jogos Olímpicos de Inverno de 2018.